# Te acuerdas de mí
 (février 2021).
Te acuerdas de mí est une telenovela mexicaine produite par Televisa et diffusée entre le 18 janvier 2021 et le 3 mai 2021 sur Las Estrellas,,.

## Synopsis
Pedro Cáceres est marié par convenance à la fille de son tuteur et patron. Il décide de mettre fin à la farce de son mariage lorsqu'il tombe amoureux de Vera Solís, qu'il rencontre lors d'un voyage d'affaires. Mais le patron de Pedro, Olmo Cáceres, le menace de l'empêcher de rompre son mariage. Pedro cède aux menaces de son patron et abandonne Vera. Des années plus tard, Pedro rencontrera à nouveau Vera, quand elle réapparaîtra comme la petite amie de son beau-père.

## Distribution
- Fatima Molina : Verá Solís
- Gabriel Soto : Don Pedro Arango
- Alejandro De La Madrid : Julio Gamboa
- Maria Penella  : Marina Cáceres
- Marisol del Olmo : Ivana Castillo de González
- Rebecca Jones : Antonia Solís
- Guillermo García Cantú  : Don Olmo Cáceres
- Joshua Gutiérrez : Teodoro Torres
- Ana Bertha Espín : Delia
- Juan Carlos Barreto : Don Fausto Solís
- Federico Ayos : Gastón Cáceres
- Natalia Téllez : Dolores "Lola" Solís
- Antón Araiza : Alberto González
- Tamara Vallarta : Laiza
- Emilio Guerrero : Dante Ganados
- Irineo Álvarez
- Pedro Sicard : Octavio Herrerías
- Alejandra Bogue : Gladys
- Enoc Leaño : Fuat
- Markin López : Jacinto
- Nina Rubín Legarreta : Fabiola "Faby"
- Tamara Mazarrasa : Mélida
- Cuauhtli Jiménez : Gonzalo
- Alessio Valentini : Eddie Galicia
- Eppy Vélez : Emilia
- Samuel Ledezma : Nicolás "Nico"
- Jonathan Laredo : Omar
- Miguel Papantla
- Helena Rojo : Alicia Limantour

## Diffusion
- Las Estrellas (2021)
- Univision (2021)

## Autres versions
- Gecenin Kraliçesi (Star TV, 2016)